# Membrana cloacale
La membrana cloacale è un'area circolare presente nel mesoderma, caratterizzata dallo stretto contatto tra ectoderma ed endoderma. Rappresenterà la fine del tubo intestinale primitivo, che inizierà a livello della membrana buccofaringea.